# 방광대장엄경
《방광대장엄경》(方廣大莊嚴經, 산스크리트어: ललितविस्तर  Lalitavistara)은, 대승 불교의 경전의 하나로, 석가모니 부처의 강생부터 그의 최초의 설법인 초전법륜(初傳法輪)에 이르기까지(한역본에서는 카필라바스투에 돌아갈 때까지)의 전반생을 기록한 것이다. 약칭 《대장엄경》(大莊嚴經), 별명은 《신통유희경》(神通遊戲經)이다.
한국의 해인사 고려대장경에는 권9, 일본의 《다이쇼 신수 대장경》에는 권3 본연부에 수록되어 있다. 《방광대장엄경》보다 더 이른 시기에 한역된 《보요경》(普曜経, 방등본기경이라고도 한다)도 기본적으로 같은 내용이지만 상당한 차이가 있다.

## 개요
석가모니 부처의 생애는 《마하와스투》나 《붓다차리타》(불소행찬) 등에 기록되어 있지만, 《방광대장엄경》은 대승 불교의 입장에서 서술된 불교 경전이라는 점에 특징이 있다. 또한 석가모니 부처가 일으킨 많은 기적에 중점을 두어 서술하고 있다.
《방광대장엄경》은 설일체유부(說一切有部)의 저작을 대승불교 전통에서 개작한 것으로 추정되고 있다.

## 텍스트
산스크리트어본 《랄리타비스타라》는 27품(品)으로 구성된다. 랄리타비스타라라는 산스크리트어 제목은 '대규모(vistara) 놀이(lalita)"을 의미하는데, 여기서 '놀이'는 석가모니 부처가 일으킨 여러 기적을 가리킨다. 한역의 서품에도 방광신통유희대장엄법문(方廣神通遊戯大荘厳法門)이라고 부르고있다. '대규모'란 '설명이 폭넓고 자세함'을 의미한다고도 하고, 대승의 가르침을 의미한다고도 풀이된다. 문체 면에서뿐만 아니라 신성한 존재가 현세에서 활동하는 것을 '유희'나 '놀이'로 보고 있는 점에서도, 힌두교의 푸라나(Purna) 문학과 많은 유사점을 지니고 있다.
티베트어 번역(phags-pa rgya-cher-rol-pa shes-bya-ba theg-pa chen-po i mdo)는 산스크리트어 원문을 충실하게 직역하였다는 평가를 받고 있다.
한문 번역은 동일한 원본을 토대로 모두 네 차례에 걸쳐서 이루어졌다는 기록이 남아 있으나, 현재 전하는 것은 제2역(譯)과 제4역뿐으로, 각각 서진의 승려 축법호(竺法護, Dharmarakṣa)가 308년에 번역한 《보요경》(8권 30품)과 수(隋)의 지바하라(地婆訶羅, Divākara)가 683년에 번역한 《방광대장엄경》(12권 27품)이다. 이 가운데 《방광대장엄경》은 산스크리트어본에 가깝지만, 《보요경》은 품을 나눈 방법 외에도 상당한 차이가 있으며, 특히 《방광대장엄경》에서 여러 천신들이 석가모니 부처의 출가를 촉구하는 「음악발오품」(音楽発悟品)과 「전법륜품」(轉法輪品)의 일부가 《보요경》에는 빠져 있다. . 산스크리트어본은 초전법륜에서 끝나고 있지만, 한역본에서는 초전법륜 다음에 카필라바스투로 귀향하는 부분이 더 이어진다. 제4역본 《방광대장엄경》의 경우 서문에서 당나라 예종(睿宗) 수공(垂拱) 원년 을유년(684년) 음력 7월에 서경(西京)의 서태원사(西太原寺)에서 번역이 완성되었다고 전하고 있으며, 이 서문은 당시 황태후였던 측천무후가 지었다.
존 블러프에 따르면, 《보요경》의 원어는 산스크리트어가 아니라 간다라어였다. 그것은 사십이자문의 10번째(ṣa)에 신(信, 산스크리트로 śraddhā, 간다라어로는 ṣaddhā)이 있기 때문에 알 수 있었다고 한다. 리처드 솔로몬에 따르면, 사십이자문 자체가 카로슈티 문자의 문자 배열 순서라고 한다(현재 산스크리트어 본과 방광대장엄경에서는 사십이자문이 아닌 일반 문자 순서를 사용하고 있다).
1860년 푸코(Philippe Édouard Foucaux)에 의해 티베트어에서 프랑스어로, 1874년에 레프만에 의해 산스크리트어에서 독일어로 번역된 것을 비롯해 서양 여러 언어로  번역되었다.

## 줄거리
석가모니 부처는 정거천에게 자신이 출가하기 전, 나아가 인간 세상에 태어나기 전에 도솔천에 보살로써 노닐던 시절부터 출가에 이르게 된 경위를 알려준다. 부처가 되기 이전의 석가모니는 호명보살이라는 이름으로 도솔천에서 여러 천신과 함께 생활하고 있었지만, 악기의 소리를 듣고 자신의 사명을 기억하고, 미륵에게 뒤를 맡기고 카필라바스투의 마야 부인의 자궁에 들어가 룸비니에서 태어난다. 보살이 사원을 방문하면 석상이 서서 맞이하고 학교에서 우수한 성적을 보여 스승을 놀라게 했다. 왕자로써 무엇 하나 불편 없는 생활을 하고 있던 보살은 그러나 사문유관을 계기로 출가를 결심한다. 여기서도 보살은 스승보다 우수했기에 스승의 가르침에 만족하지 않고 스스로 6년간의 고행을 하게 된다. 그러나 고행은 깨달음을 얻을 수 없음을 알고 보리수 아래에서 선정(禅定)에 들어간다. 그곳에서 마왕 마라 파피야스의 유혹을 물리치고 성도(成道)한 후 7주 동안 말을 하지 않았으나, 여러 천신의 요구에 따라 녹야원에서 설법을 행한다(초전법륜).

## 영향

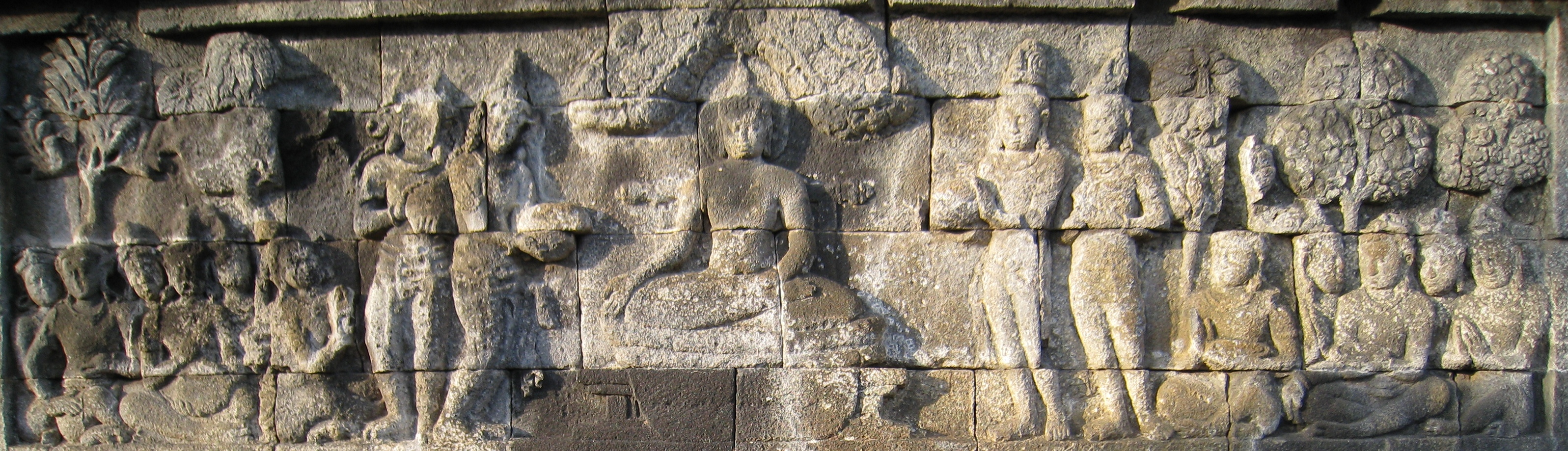
보로부두르 회랑에 새겨져 있는 부조. 《방광대장엄경》 속 석가모니 부처의 기적 화현 가운데 하나를 소재로 하고 있다.

《방광대장엄경》은 대승불교 전통에서 매우 신성한 경전으로 존중되고 있으며, 불교예술의 여러 분야에 많은 영감을 제공해왔다. 《방광대장엄경》에 그려져 있는, 보살이 일으킨 다양한 기적은 간다라, 아잔타 석굴, 둔황 등의 불교 미술의 소재로 사용되었다. 또한 자바의 보로부두르의 제1회랑 주벽 상단의 부조 120면은 《방광대장엄경》의 내용에 기초하고 있다.

## 참고 문헌
- 小野玄妙, 편집. (1935). 《仏書解説大辞典》 9. 大東出版社. 431-433쪽.
- Dharmachakra Translation Committe (2013). 《The Play in Full: Lalitavistara》 (PDF). 84000. 2016년 9월 24일에 원본 문서 (PDF)에서 보존된 문서. 2021년 6월 29일에 확인함.（チベット語版からの英訳）
- Brough, John (1977). “The Arapacana Syllabary in the Old Lalita-vistara”. 《Bulletin of the School of Oriental and African Studies, University of London》 40 (1): 85-95. JSTOR 615824.
- Salomon, Richard (1990). “New Evidence for a Gāndhārī Origin of the Arapacana Syllabary”. 《Journal of the American Oriental Society》 110 (2): 255-273. JSTOR 604529.

## 바깔 고리
- 국역 방광대장엄경(동국대학교 한글대장경)